# Craspedaria tecta
Craspedaria tecta là một loài thực vật có mạch trong họ Polypodiaceae. Loài này được (Kaulf.) Pic. Serm. miêu tả khoa học đầu tiên năm 1977.